# Bularchos
Bularchos var en jonisk målare verksam i slutet av 700-talet f.Kr. Bularchos är känd för monumentalmåleri. Enligt Plinius ska kungen av Lydien, Kandaules, ha inköpt Bularchos måleri Slaget i Meanderdalen.